# Гущино (Витебская область)
Гущино (бел. Гушчына) — деревня в Браславском районе Витебской области Беларуси. Входит в состав Тетерковского сельсовета.

## География
Деревня находится в западной части Витебской области, к югу от озера Укля, при автодороге Н-2145, на расстоянии приблизительно 15 километров (по прямой) к юго-востоку от города Браслав, административного центра района. Абсолютная высота — 149 метров над уровнем моря. Площадь населённого пункта — 0,1097 км².

## История
По состоянию на 1905 год, в деревне проживало 68 человек (35 мужчин и 33 женщины). В административном отношении входила в состав Перебродской волости Дисненского уезда Виленской губернии.
В 1921 году входила в состав гмины Пшебродзе Дисенского повета Виленского воеводства Второй Польской республики. Числилось 59 жителей (31 мужчина и 28 женщин), проживавших в 8 домах. В этническом составе населения того периода белорусы составляли 100 %. В конфессиональном составе населения преобладали православные христиане (94,9 %), также были представлены католики (5,1 %).

## Население
По данным переписи 2019 года, в деревне проживало 2 человека.
| Год  | Население, человек |
| ---- | ------------------ |
| 1905 | 68                 |
| 1921 | ↘ 59               |
| 2009 | ↘ 11               |
| 2019 | ↘ 2                |